# Exposición permanente

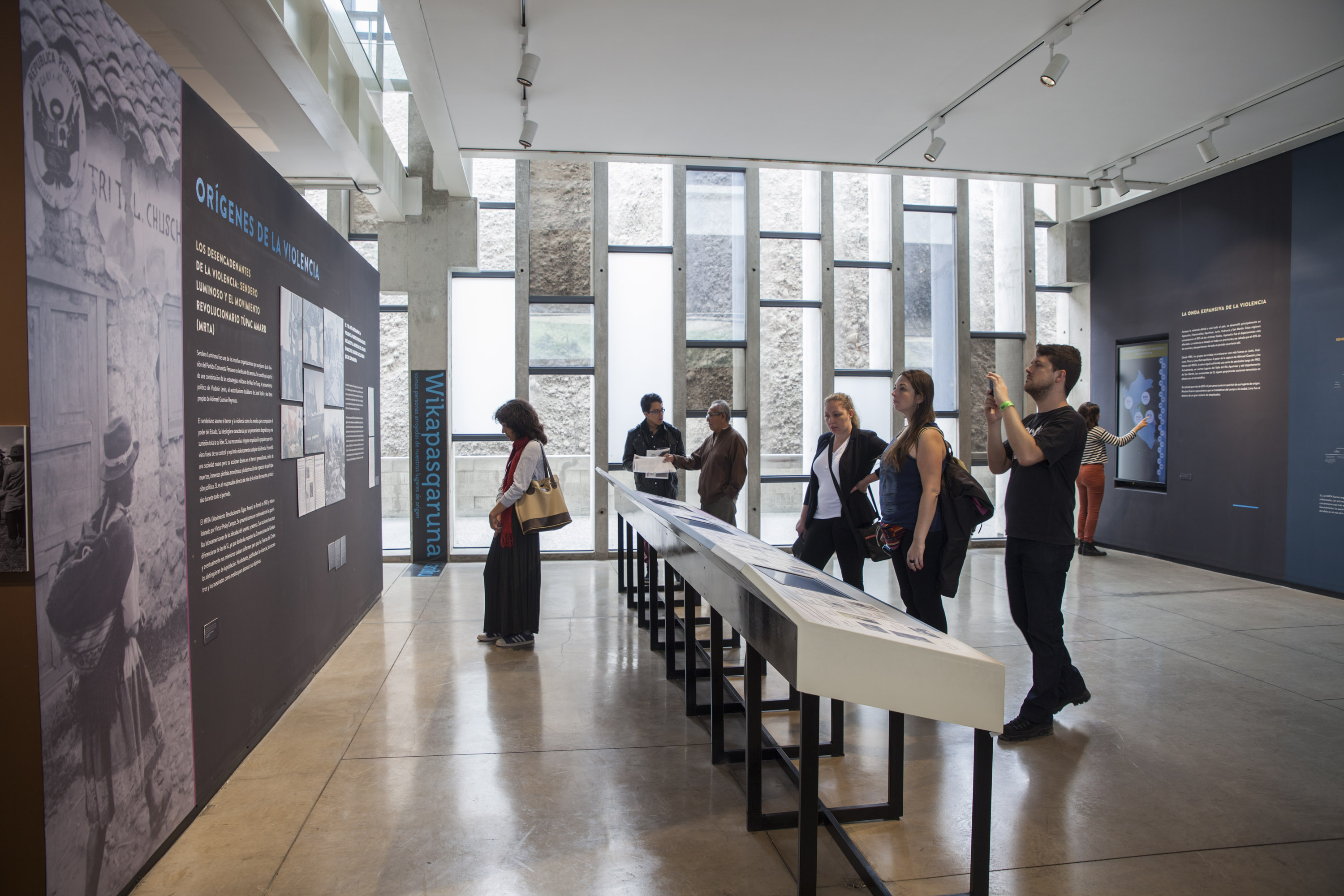
Exposición Permanente LUM

Una exposición permanente es la exposición de referencia de un museo. Es el espacio donde se pueden ver las principales colecciones, y donde se plasma el discurso o temática del museo que la alberga. Así mismo se le llama exposición permanente a la exhibición diaria de las piezas propias de un museo que permanece abierta al público por tiempo indefinido.
Uno de los aspectos que caracteriza al museo es la exhibición pública de los objetos que colecciona, habitualmente originales, e interesantes por una u otra razón. La exposición es un método eficaz de difusión cultural, el medio de comunicación característico del museo.
La construcción de una exposición permanente consta de varias fases: el proyecto museológico, el proyecto museográfico y el montaje expositivo.

## El proyecto museológico
Toda exposición permanente comienza con la redacción del proyecto museológico. Este ha de contener las principales líneas de actuación del proyecto, los objetivos a cumplir, los líneas de estudio a crear, los fundamentos científicos de la exposición, las tareas de los conservadores, así como las líneas de restauración y conservación de las colecciones.

### La investigación, recopilación y conservación de las colecciones
Antes de comenzar con el proyecto museográfico, los conservadores han de captar, investigar y catalogar la cultura patrimonial objeto de la exposición permanente, normalmente los museos suelen tener recopilados y estudiados estos materiales. Si el museo es de nueva planta (o nueva creación), y no se han realizado estos trabajos se hace ineludible la investigación, catalogación y antes de la redacción del proyecto museográfico y por supuesto de la difusión de la colección.

## El proyecto museográfico
Una vez redactado el proyecto museológico se redacta el proyecto museográfico que es la descripción de todos los componentes de la exposición, organizados en una secuencia lógica, ordenada y argumentada, dando forma forma a las temáticas planteadas en el proyecto museológico. Dentro de los componentes se encuentran: los temas, los contenidos, las piezas y los elementos constructivos.
Suele constar de dos modelos diferentes; el proyecto básico y de ejecución.

### El proyecto básico
En el proyecto básico se plasman las ideas que el diseñador de la exposición plantea como recursos expositivos y en él se plasmaran todas y cada una de las áreas temáticas del proyecto museológico. También se repartirán los espacios y se marcarán a los elementos más importantes de la exposición así como la distribución de la colección a lo largo del recorrido.
El proyecto museográfico básico suele tener representación virtuales, generadas por ordenador, de los espacios expositivos creados con el fin de visualizar las salas antes de su construcción.

### El proyecto de ejecución
En el proyecto de ejecución, se detallan todos los elementos constructivos (vitrinas, paneles, contenedores, peanas, cartelas...), guiones de los audiovisuales e interactivos, así como los planos pormenorizados de la exposición con todos los detalles técnicos necesarios para su construcción.

## La exposición
La exposición se realiza con la contratación de las diferentes disciplinas que formarán el equipo de montaje, diseñadores, carpinteros, grafistas, ilustradores, pintores, técnicos en comunicación audiovisual.